# Regina Marunde
Regina Marunde (* 26. August 1968 in Berlin) ist eine ehemalige deutsche Mountainbikerin.

## Werdegang
Nach einer kurzen Zeit im Triathlon kam Marunde zum Mountainbikesport. Von 1991 bis 2004 war sie Mitglied der deutschen MTB-Nationalmannschaft. Im Jahr 1993 wurde sie Zweite bei den Deutschen Meisterschaften im Downhill. Später wechselte sie zum Cross-Country und wurde 1996 und 1997 Deutsche Meisterin in dieser Disziplin. In den beiden Jahren gewann sie auch die Gesamtwertung der Mountainbike-Bundesliga.
Im Jahr 1996 war Marunde Teilnehmerin an den Olympischen Sommerspielen und belegte den 7. Platz im Cross-Country. Bei den UCI-Mountainbike-Weltmeisterschaften wurde sie im Jahr 2000 Zehnte und bei den UCI-Mountainbike-Marathon-Weltmeisterschaften im Jahr 2003 Siebente. Ihre beste Weltcup-Platzierung in einem Einzelrennen war ein dritter Platz in Mont Sainte-Anne und in der Gesamtwertung der neunte Platz jeweils im Jahr 2003.
Neben dem Mountainbikesport war Marunde gelegentlich auf der Straße und im Cyclocross aktiv. Auf der Straße gewann sie 2002 eine Etappe der Eko Tour in Polen. Im Cyclocross belegte sie bei den Deutschen Meisterschaften 2000 und 2003 jeweils den dritten Platz.
Regina Marunde ist ausgebildete Physiotherapeutin und hat Osteopathie und Kommunikationswissenschaften studiert. Heute beschäftigt sie sich mit Bikefitting, Lifebalance und Gesundheitsberatung, erstellt Trainingspläne und gibt Kurse in MTB-Fahrtechnik.

## Erfolge

### MTB
1996
- Deutsche Meisterin – Cross-Country
- Gesamtwertung Mountainbike-Bundesliga

1997
- Deutsche Meisterin – Cross-Country
- Gesamtwertung Mountainbike-Bundesliga

### Straße
2002
- eine Etappe Eko Tour